# Divinity (canal de televisió)
Divinity és un canal de televisió digital terrestre privat espanyol, d'àmbit estatal i operat per Mediaset España, grup propietat de la companyia italiana MFE - MediaForEurope. Divinity va començar les seves emissions en proves l'1 de març del 2011 i les oficials l'1 d'abril del mateix any.

## Història

### Projecte LaNueve
Amb motiu de l'ampliació de canals de 2010, abans de la fusió entre Telecinco-Cuatro es resolgués, Telecinco estudià tanca la seva oferta de canals amb un nou canal en obert dedicat al públic femení, en què el seu llançament s'hagués produït el dia 1 de setembre del mateix any i que el seu nom seria LaNueve, nom donat per tal de poder continuar amb l'estratègia de posicionament dels primers dials de la TDT, igual que ja van fer l'any anterior amb LaSiete. La seva programació s'hauria basat en programes d'actualitat, entreteniment, sèries de ficció i espais divulgatius per les dones.
Un mes després de l'anunci del projecte LaNueve, Telecinco anuncià que desfaria el projecte i que es crearia el canal Boing, actualment en emissió, que és destinat clarament a un públic totalment diferent: L'infantil.

### Divinity
El 23 de febrer del 2011, diversos portals d'Internet van fer-se ressò del llançament de dos nous canals per part de Telecinco, un destinat al públic masculí i un altre al femení, el que va fer pensar el retorn del projecte de LaNueve. L'endemà, Telecinco ho va confirmar mitjançant una nota de premsa i presentà el canal destinat al públic femení. El nou canal es diria Divinity, amb una programació que, a grans trets, seria similar a la que hagués tingut el canal LaNueve.
L'1 de març de 2011 Telecinco va iniciar les emissions en proves de Divinity, un canal dirigit a l'àmbit femení que convertiria la coneguda web de Telecinco especialitzada en el món dels famosos, les tendències, la crònica social i altres continguts, en el primer projecte a Espanya en què una pàgina d'Internet feia un salt a la televisió com a canal amb identitat pròpia, aquesta pàgina web va comptar amb més de 6,1 milions de vistias des de l'estiu del 2010. Les emissions oficials no començaran fins a l'1 d'abril.
Aquest canal emet pel múltiplex de Cuatro, en la freqüència en la que s'emeteren Gran Hermano 24 Horas i CNN+.

## Tipus de programació
La programació de Divinity està dirigida especialment al públic del sexe femení i reflecteix l'esperit del món de les celebritats, les tendències i la crònica social. En el canal conviuen els continguts propis elaborats per la web amb un altre tipus de formats. També emet sèries d'èxit com Castle, Dr.House, Grey's Anatomy…